# Subprefeituras do Chade

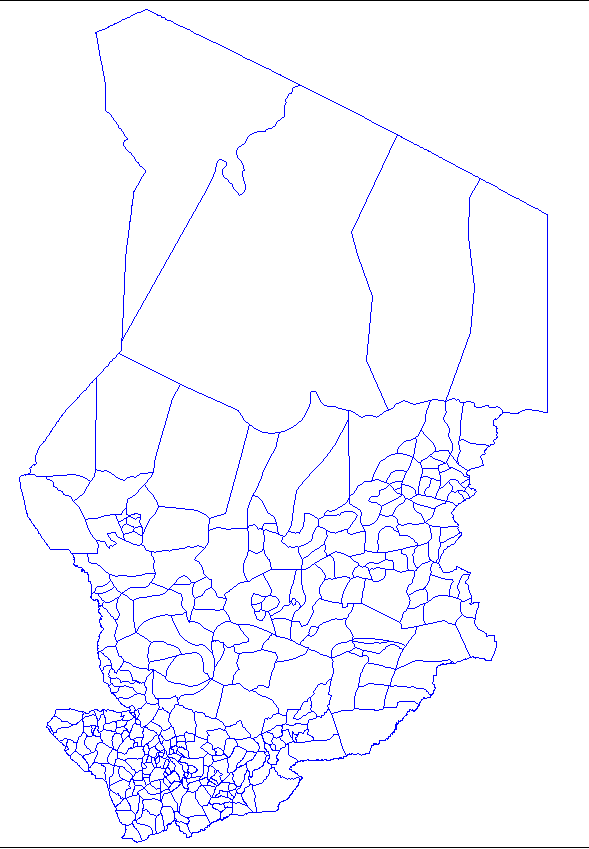
Sub-prefectures of Chad

Os departamentos do Chade são divididos em 348 subprefeituras (sous-prefectures).